# Counter-Strike 2
Counter-Strike 2 (скорочено CS 2) — багатокористувацька гра в жанрі тактичного шутера від першої особи, розроблена компанією Valve. Є 5-ю грою в серії Counter-Strike. Реліз гри відбувся 27 вересня 2023 року. Counter Strike 2 замінила CS:GO, яка була видалена зі Steam. Counter Strike 2 має вдосконалену графіку та фізику, нову комплектацію зброї та систему підбору гравців для матчів. Порівняно з попередницею, з неї виключено частину карт і режимів, але перенесено особисті здобутки гравців, такі як зароблений ранг і косметичні предмети.

## Ігровий процес
Counter-Strike 2 використовує основи попередниці, Counter-Strike:GO. Це так само тактичний шутер від першої особи, де гравці діляться на протиборчі команди терористів і спецвійськ, які змагаються у виконанні різних завдань.
У стандартних матчах у командах є по 5 гравців. Матч триває декілька раундів. Стандартно він закінчується, коли команда виграє тринадцять раундів. Терористи повинні закласти бомбу у вказаних зонах і дочекатися коли вона вибухне, а спецвійська — перешкодити їм. Команда терористів також може виграти раунд, знищивши команду спецвійськ. Спецвійськам можна як убити терористів, так і дочекатися кінця раунду, поки ті живі. У матчі зі звільнення заручників спецвійська виступають у ролі нападників, намагаючись врятувати заручників, яких охороняє команда терористів. На початку кожного раунду гравці можуть придбати різну зброю та спорядження.
Є два основні режими підбору гравців: змагальний та прем'єрний. Змагальний аналогічний до підбору в Global Offensive; гравці можуть вибрати будь-яку карту, але їхні ранги тут визначаються для кожної карти. Прем'єрний режим використовує набір із семи карт із системою голосування за те, на якій грати. Він також дотримується переглянутої системи рейтингу, де замість системи рейтингу Global Offensive, яка групувала гравців за 18-ма різними рангами навичок — гравцям надається числовий і колірний рейтинг на основі їхніх результатів.
З попередньої гри перейшли режими «Бій на смерть», спрощений, «Другий пілот» та прем’єр-режим. Щоб грати в прем’єр-режим, потрібно мати прайм-статус і обліковий запис 10-го рівня. Режими «Перегони озброєнь» і «Небезпечна зона» відсутні в Counter-Strike 2.
Нові ігрові функції Counter-Strike 2 включають «фізику диму», завдяки якій дим, створюваний димовою гранатою, не тільки заповнює простір, а й розвіюється пострілами чи вибухами. Крім того, гра має перероблену систему комплектації зброї, яка дозволяє гравцям брати з собою в матч лише 5 пістолетів, 5 одиниць зброї «середнього рівня» (пістолети-кулемети та дробовики) та 5 гвинтівок, загалом 15 одиниць зброї.
Як і Global Offensive, Counter-Strike 2 безкоштовна, проте за платню гравці отримують пропуск до сезонних змагань з особливими умовами, і косметичних предметів: футлярів для зброї, її розфарбування, наліпок і брелоків.

## Розробка
Після кількох років чуток про продовження Counter-Strike: Global Offensive, Valve офіційно оголосила про розробку сиквелу. Також було підтверджено, що гра вийде влітку 2023 року як безкоштовне оновлення Counter-Strike: Global Offensive. Сиквел був описаний як «капітальний ремонт кожної системи, кожного елемента контенту і кожної частини ігрового процесу». У березні 2023 року було проведено тест гри. Покращення включають перероблені карти і поліпшені аудіо-візуальні ефекти, а також зміни у використанні димових гранат і багато іншого. Освітлення, текстури та дизайн були змінені. Компанія Valve повідомила: «Дим тепер взаємодіє з іншими ігровими процесами, створюючи нові можливості. Кулі та гранати можуть виробляти дим, на короткий час закриваючи лінію огляду або розширюючи оклюзію». Дим також може «природним чином заповнювати простір» і реагувати на освітлення. Компанія підтвердила перенесення ігрових предметів із Counter-Strike: Global Offensive у Counter-Strike 2. Також був проведений редизайн графічного інтерфейсу гри, зокрема головного меню. Вихід оновлення відбувся в обід 27 вересня за місцевим часом, а за київським часом близько 23:00.
При переході з Counter-Strike: Global Offensive на Counter-Strike 2, гравці зберегли придбані раніше оздоблення зброї, наліпки та інші предмети з інвентарю. Блокування за порушення правил також перенеслися. Статистика CS:GO 360 (кількість зіграних матчів, убивств, найефективніша зброя) стала недоступна, усім наявним підписникам було повернуто кошти. 

## Сприйняття
| Агрегатор  | Оцінка           |
| ---------- | ---------------- |
| Metacritic | 82/100           |
| OpenCritic | 88% рекомендують |

| Видання        | Оцінка |
| -------------- | ------ |
| Edge           | 9/10   |
| Eurogamer      | 4/5    |
| GameStar       | 85%    |
| Hardcore Gamer | 4/5    |
| Jeuxvideo.com  | 15/20  |
| MeriStation    | 7.8/10 |
| PCGamesN       | 8/10   |
| Shacknews      | 9/10   |
| TechRadar      | 4/5    |

### Критика
На агрегаторі Metacritic Counter-Strike 2 зібрала середню оцінку 80 балів зі 100.
Спільнота гравців сприйняла перехід з Conter-Strike: GO на Counter-Strike 2 з розчаруванням через те, що багато вмісту, доступного в Counter-Strike: GO, стало недоступно. В Counter-Strike 2 не було багатьох популярних у попередній грі режимів, включаючи «Перегони озброєнь», «Воєнні ігри» та «Небезпечна зона», всі досягнення було замінено одним під назвою «Новий початок». Також деякі гравці втратили доступ до платних предметів, які були придбані в Counter-Strike: GO. Нова гра крім того не має підтримки macOS.
Ед Торн на сайті Rock Paper Shotgun описав, що попри нововведення та барвистість, в Counter-Strike 2 є суттєві недоліки — рух менш плавний, а стрілянина менш точна. Для новачків гра пропонує захопливі матчі, але їй бракує дуже багатьох улюблених фанатами речей: режимів, карт і різноманітного оформлення зброї. CS2 більше схожа на великий патч CS: GO, ніж на сиквел, який створювався одинадцять років.
Чарлі Тіл на Polygon зробив висновок, що Counter-Strike 2 є значним кроком вперед для франшизи. «Багато змін у Counter-Strike 2 можуть здатися незначними, але насправді Valve виконали монументальне завдання». Нова система інерції, обрахунків влучань і фізики диму додає тактичної глибини. Відсутність темних місць сприяє активнішим сутичкам. У цілому якість і деталізованість зображення зросла. Цілком очікувано, що гра має проблеми, але вона буде розвиватися.

### Номінації
| Дата              | Нагорода               | Категорія                          | Номанант(и)      | Результат | Прим.  |
| ----------------- | ---------------------- | ---------------------------------- | ---------------- | --------- | ------ |
| 10 листопада 2023 | Golden Joystick Awards | Приз Still Playing                 | Counter-Strike 2 | Номінація | [ 30 ] |
| 7 грудня 2023     | The Game Awards        | Найкраща кіберспортивна гра        | Counter-Strike 2 | Номінація | [ 31 ] |
| 21 листопада 2024 | Golden Joystick Awards | Still Playing Award – ПК і консолі | Counter-Strike 2 | Номінація | [ 32 ] |
| 12 грудня 2024    | The Game Awards        | Найкраща кіберспортивна гра        | Counter-Strike 2 | Номінація | [ 33 ] |